# 末長敬司
末長 敬司（すえなが けいし、Keishi Suenaga、1976年10月11日 - ）は、日本の映画監督、脚本家、プロデューサーであり、俳優でもある。

## 来歴・人物
京都府京都市出身、1976年10月11日生まれ。
曾祖父は日本統治時代に台湾で刑務官を務めた末長忠次郎。祖父は大阪府警察学校交野市移転後の初代校長・末長繁警視長。
高校卒業後、1999～2003年まで韓国・ソウル特別市、2003～2006年まで中国・遼寧省大連市で海外勤務を経験する。
また2004年には約半年間、タイを拠点にベトナム、ラオス、カンボジア、ミャンマーと東南アジア各国を放浪している。
2007年に完全帰国し、日本郵政公社（現日本郵政）に務める傍ら、2011年にインディペンデント映画制作団体・星海電影制作公司（STARSEA FILMS PRODUCTION）を設立、制作・監督・脚本・編集を担当する。
- 初監督作品『爛れる／Becomes Sore』の誕生と海外進出

京都造形芸術大学在学時から商業映画で活躍していた女優・大西礼芳を主演に迎えた初監督作品となる短編映画『爛れる／Becomes Sore』 は、2014年の第6回福岡インディペンデント映画祭2014（FIDFF2014）コンペティション部門に入選 、同年11月には第10回山形国際ムービーフェスティバル2014（YMF2014）コンペティション部門で「日本テクト賞」を受賞する。
2015年には新規カットと英語字幕を追加し、微細なタイミング修正など再編集を徹底した〈インターナショナル版〉を制作、本格的に海外の国際映画祭を焦点を絞って活動を始める。
4月にはアメリカ・ヴァージニア州で開催された第1回ノーザン・ヴァージニア国際映画祭（NOVA Film Fest）コンペティション部門に『爛れる／Becomes Sore』が唯一のアジア映画として正式出品され、短編部門で主演女優賞（大西礼芳）・助演男優賞（中瀬宏之）・編集賞（末長敬司）の３部門にノミネート、優秀編集賞を受賞する。
5月には世界三大映画祭の一つである第68回カンヌ国際映画祭（Festival de Cannes）の短編映画フィルムマーケットに当たる「ショートフィルムコーナー」に出品され、これ以降『爛れる／Becomes Sore』は海外の国際映画祭への出品機会が急速に増え始める。
- SF大作『星を継ぐ者／Inherit The Stars』を巡る攻防

2013年、京都で小劇場演劇を観劇した際に知り合った女優・吉岡里帆（当時は未だ現役大学生だった）を主演に据えたＳＦ長編映画『星を継ぐ者／Inherit The Stars』 の制作がスタートする。
2013年3月19日にクランク・インした『星を継ぐ者／Inherit The Stars』だったが、助演女優の病気降板に因る再撮影や、悪天候により撮影が度々中断される等、様々なアクシデントが相次ぎ、スケジュールは当初の予定を大幅に超過、結局クランク・アップしたのは翌2014年7月23日だった。
当初185分あったラッシュ・フィルムは監督自身の手で155分までカットされ、それを撮影監督の地村俊也が145分までブラッシュアップし、これが一旦、決定尺とされた。
こうした紆余曲折を経て上映可能な状態にこぎ着けた映画『星を継ぐ者／Inherit The Stars』は、実質ワークプリントの状態で〈145分版〉として、2015年の第7回福岡インディペンデント映画祭2015（FIDFF2015）ノンコンペ部門に招待作品として出品  され、8月30日に上映が行われた。
また第7回福岡インディペンデント映画祭2015（FIDFF2015）開催期間中に映画祭事務局より急遽依頼を受け、第25回アジアフォーカス・福岡国際映画祭2015のフィルムマーケット「ネオシネマップ福岡2015」にも出品  されている。
この後、監督自身の手によって更に15分強が短縮された上、新たに未使用カットを追加、新規作成したCGを増強した『星を継ぐ者〈ディレクターズカット版〉／Inherit The Stars: The Director's Cut』が製作された。
末長は自身のフェイスブック上で「2016年4月以降は『星を継ぐ者〈ディレクターズカット版〉／Inherit The Stars: The Director's Cut』のみを完成版とし、ワークプリントである〈145分版〉は封印する」旨を明言している。
尚、映画『星を継ぐ者〈ディレクターズカット版〉／Inherit The Stars: The Director's Cut』は、2016年8月31日～9月4日にコソボ共和国のプリシュティナ郡フシェ・コソヴァで開催された、第9回コソボ〈Goddess on the Throne〉映画祭（Hyjnesha Në Fron）の国際長編コンペティション部門に正式出品され、新人映画賞（Debut Film Award）を受賞した。
- 有名キャストを起用した映画作りへ

2016年には名優・渡辺裕之を主演に迎え、小説家・脚本家・作曲家の川人千慧による脚本を基にＳＦ短編映画『それで世界は救われなくても／Till the End of the World』を監督。
『爛れる／Becomes Sore』と同じく第69回カンヌ国際映画祭（Festival de Cannes）の短編映画フィルムマーケットである「ショートフィルムコーナー」への出品から海外展開をスタートすると、同年夏にアメリカで開催された第28回ドラゴン＝コン・インディペンデント短編映画祭（DCISFF）で準グランプリに当たる〈Honorable Mention〉を受賞  し、続けてカナダで開催された第7回トロント・インディペンデント映画祭（T.O. indie Film Festival）ではＳＦ・ホラー短編部門でグランプリを受賞  した。
本作で渡辺裕之の相手役に大抜擢された守谷美紗央（現・美紗央）は、2016年アメリカの第１回エンドレス・マウンテンズ映画祭（EMFF）、ルーマニアの第１回ブカレスト・ショートカット映画祭（BSCF）、翌2017年ベラルーシの第２回コム・イル・フォー国際映画祭（CIFIFF）と三度のノミネートを経て、遂に三度目で主演女優賞を受賞している。
2016年には日本在住のイラン人タレント・女優のサヘル・ローズを主役に招き、再び川人千慧の脚本によるサイコ・スリラー短編映画『冷たい床／Cold Feet』を監督。
この作品では音楽にポーランド人のクラシック＆映画音楽作曲家スワベック・コバレフスキを起用するなど、スタッフ＆キャストの国際化傾向が顕著に現れ始めている。
2017年９月には石原貴洋監督作品で知られる美人女優の片倉わきと、多数のビデオシネマ出演で知られる個性派俳優の松田一三を起用したハードボイルド短編映画『AIM POINT』（短縮版のタイトルは『ＡＩＭ』）を自身の脚本で監督。
本作は作曲家の坂本龍一が８年ぶりに発表した新作アルバム『async』発売記念として行われた〈坂本龍一 | async 短編映画コンペティション〉に応募するべく制作された為、アルバム『async』より「disintegration」「ff」の２曲が映画音楽として使用されており、その映画本編はVimeoで2018年６月１日まで視聴する事が出来た。
尚、完全版に当たる『AIM POINT』の音楽は、前作『冷たい床／Cold Feet』に引き続きスワベック・コバレフスキが担当している。

## 逸話
- 趣味はバックパッカー。1993年、16歳の時にカナダを訪れたのが初の海外経験だった。1998年には念願だったロシア連邦のサハリン州を訪れている。当時のロシアはエリツィン大統領の元で低迷期にあり、特に極東地域の経済事情は最悪だった。州都のユジノサハリンスクですら銀行が全て倒産して無くなってしまい、現地の日本人駐在員や北海道庁の視察団ですら、闇両替で現地通貨ルーブルを入手する有様だったという。21歳の冬に体験した、この極寒・極貧の廃墟を徘徊するかの様なサハリン旅行は、後の人生観・映画観に多大な影響を与えたと語っている。
- デジタル時代に入って安易にビスタビジョンサイズが氾濫している事を問題視しており、シネマスコープサイズ（正確には70mmフィルムサイズ）に強いこだわりを持っている。
- 第18回小津安二郎記念蓼科高原映画祭に出席した際、選考を担当した映画監督３人のうち１人から「〇〇〇（グランプリ作品）が無かったら『爛れる／Becomes Sore』がグランプリだったんだけどなぁ」と言われるも、結果は準グランプリよりも下の入賞（第３位）だった。
- 『星を継ぐ者／Inherit The Stars』の宣伝文「160万という超低予算で、こんなアイデアを映画にしようなんてまるで「狂気の沙汰」だ。でもその「狂気」は観る者をシッカリ「純粋ロマン」の世界に誘ってくれるから凄い」は、70年代超大作『太陽を盗んだ男』で知られる映画監督・長谷川和彦によるもの。

## 監督作品一覧

### 長編映画
『星を継ぐ者／Inherit The Stars』〈145分版〉（2015年）
『星を継ぐ者〈ディレクターズカット版〉／Inherit The Stars: The Director's Cut』（2016年）
『The Stars My Destination／星を継ぐ者』（2018年）

### 短編映画
『爛れる／Becomes Sore』（2014年）
『それで世界は救われなくても／Till the End of the World』（2016年）
『ＡＩＭ』（2017年）
『冷たい床／Cold Feet』（2017年）
『AIM POINT』（2018年）

## 監督作品

### 長編映画
『星を継ぐ者／Inherit The Stars』〈145分版〉（2015年）
- 2015年第７回福岡インディペンデント映画祭2015（FIDFF2015）ノンコンペ部門／招待作品
- 2016年第７回ラブストーリー映画祭（7th LOVE STORY FILM FESTIVAL）コンペティション部門／特別賞受賞

『星を継ぐ者〈ディレクターズカット版〉／Inherit T
he Stars: The Director's Cut』（2016年）
- 2018年第１回熱海国際映画祭（MFAFF）インディペンデントワールド部門／最優秀長編賞（長編グランプリ）受賞[4]
- 2018年第１回門真国際映画祭（KIFF）コンペティション部門／最優秀主演女優賞（吉岡里帆）ノミネート、最優秀Ｊ：ＣＯＭ（ジュピターテレコム）賞受賞
- 2016年第９回コソボプリシュティナの映画祭（英語版）（Hyjnesha Ne Fron）国際コンペティション部門／新人映画賞受賞
- 2016年第１回露ヨーロピアン映画祭（EFF）コンペティション部門／入選
- 2016年第１回英ソレント映画祭（SFF）コンペティション部門／入選
- 2016年第４回加ヘッドライン国際映画祭（HIFF）コンペティション部門／〈Golden Cine Award〉受賞
- 2016年第１回セルビアKG映画祭（KGFF）コンペティション部門／入選
- 2017年第12回米シネマ・オン・ザ・バイユー映画祭（COTB2017）コンペティション部門／入選
- 2017年第１回デンマークアニュアル・コペンハーゲン映画祭（ACFF2017）コンペティション部門／入選
- 2017年第３回米ノーザン・ヴァージニア国際映画祭（NOVA Film Fest）／〈Artist Circle〉選出[5]
- 2017年第17回米フェニックス映画祭（英語版）（PFF）・第13回国際ホラー&SF映画祭（IHSFF）長編コンペティション部門／入選
- 2017年第２回カメルーン国際映画祭（CAMIFF）コンペティション部門／入選
- 2017年第２回米ロズウェル映画祭（RFF）コンペティション部門／最優秀長編映画賞・監督賞（末長敬司）・主演女優賞（吉岡里帆）・撮影賞（地村俊也）・編集賞（末長敬司）ノミネート、最優秀長編映画賞・撮影賞・編集賞受賞
- 2017年第５回仏ニース国際映画祭（NICE IFF）コンペティション部門／最優秀作品賞・最優秀ヘアメイクアップ＆デザイン賞（地村俊也、伊原智子）・特殊視覚効果賞（久世崇史）、外国語映画部門／最優秀監督賞（末長敬司）・最優秀助演男優賞（十管業之助）ノミネート、特殊視覚効果賞受賞
- 2017年第２回イスラエルニア・ナザレ映画祭（NFF）コンペティション部門／入選
- 2017年第18回独ハンブルク日本映画祭（18.JFFH）／正式出品
- 2017年第３回英（スコットランド）ザ・マンスリー映画祭（TMFF）コンペティション部門／最優秀長編映画賞ノミネート（5 - 6月）
- 2017年第12回米アクション・オン・フィルム国際映画祭（AOF 2017）コンペティション部門／最優秀長編ドラマ映画賞受賞[6]
- 2017年第２回ガーナブラックスター国際映画祭（BSIFF）コンペティション部門／最優秀長編映画賞ノミネート
- 2017年第２回リトアニアＲＡ（ラムナス・アトリエ）国際インディペンデント映画賞（RAIIFA）コンペティション部門／入選
- 2017年第１回スイス国際映画祭（SIFF）コンペティション部門／入選
- 2017年第３回スウェーデンヴェステロース映画祭（VFF）コンペティション部門／入選
- 2017年第１回露（ウクライナ）フェオドシヤ国際映画祭（FIFF）コンペティション部門／入選
- 2017年第３回独ベルリン国際フィルムメーカー映画祭（BERLIN IFF）コンペティション部門／特殊視覚効果賞（久世崇史）・音響賞（畑　裕也）、外国語映画部門／最優秀長編映画賞・最優秀長編映画監督賞（末長敬司）・最優秀オリジナル脚本賞（末長敬司）・最優秀主演女優賞（延命聡子）・最優秀助演男優賞（十管業之助）・最優秀撮影賞（地村俊也）・最優秀編集賞（末長敬司／地村俊也）ノミネート
- 2017年第13回スペインマルベーリャ国際映画祭（MIFF）コンペティション部門／入選
- 2017年第１回英（ウェールズ）カーディフ国際映画祭（CIFF）コンペティション部門／入選
- 2017年第８回アイルランドイエロー・フィーヴァー・インディー映画祭（YFIFF）コンペティション部門／入選
- 2017年第３回英リヴァプール国際映画祭（LIFF）コンペティション部門／入選
- 2017年第１回台湾福爾摩沙國際電影獎（FFIFF）コンペティション部門／劇映画審査員特別賞・長編アジア映画審査員特別賞受賞
- 2018年第１回米サウザン・ステイツ・インディー映画祭（SSIFFF）長編コンペティション部門／作品賞・予告編賞・監督賞（末長敬司）・主演女優賞（吉岡里帆）・主演男優賞（末長敬司）・撮影賞（地村俊也）・作曲賞（畑　裕也／川人千慧）ノミネート、予告編賞受賞
- 2018年第10回英ロンドン国際フィルムメーカー映画祭（LONDON IFF）コンペティション部門／作品賞・特殊視覚効果賞（久世崇史）・衣装デザイン賞（末長敬司）、外国語映画部門／最優秀長編映画賞・長編映画監督賞（末長敬司）・主演女優賞（吉岡里帆）・助演男優賞（十管業之助）ノミネート、衣装デザイン賞受賞
- 2018年第２回英ランカスター国際映画祭（LIFF）コンペティション部門／入選
- 2018年第２回英アウト・オブ・ザ・カン映画祭（Out of the Can FF）コンペティション部門／最優秀非英語映画賞ノミネート
- 2018年第１回蘭アムステルダム国際フィルムメーカー映画祭（AMSTERDAM IFF）コンペティション部門／特殊視覚効果賞（久世崇史）、外国語映画部門／最優秀長編映画賞・最優秀長編映画監督賞（末長敬司）・最優秀オリジナル脚本賞（末長敬司）・最優秀主演女優賞（吉岡里帆）・最優秀撮影賞（地村俊也）ノミネート
- 2018年第５回伊ミラノ国際フィルムメーカー映画祭（MILAN IFF）コンペティション部門／特殊視覚効果賞（久世崇史）、外国語映画部門／最優秀主演男優賞（沢　大洋）・最優秀撮影賞（地村俊也）ノミネート[7]
- 2018年第３回ジャンル・セレブレーション映画祭（GC Festival）コンペティション部門／入選[8]
- 2019年第１回英ロンドン北欧国際映画祭（NEIFF）コンペティション部門／最優秀衣装デザイン賞（末長敬司）・最優秀ヘア＆メイクアップ賞（地村俊也／伊原智子）、外国語映画部門／最優秀長編映画賞・最優秀助演女優賞（延命聡子）・最優秀助演男優賞（倉田憲一）ノミネート、最優秀衣装デザイン賞受賞

『The Stars My Destination／星を継ぐ者』（2018年）
- 2020年第11回ラブストーリー映画祭（11th LOVE STORY FILM FESTIVAL）コンペティション部門／入選[9]
- 2021年第１回ゴールデン・ハーヴェスト映画祭（GHFF）コンペティション部門／〈Honorable Mention〉受賞[10]
- 2019年第１回ベルギーブリュッセル西欧国際映画祭（WEIFF）コンペティション部門／最優秀衣装デザイン賞（末長敬司）・最優秀ヘア＆メイクアップ賞（地村俊也／伊原智子）、外国語映画部門／最優秀長編映画賞・最優秀主演女優賞（吉岡里帆）・最優秀助演男優賞（十管業之助）ノミネート
- 2019年第４回ブラッドステインド・インディ映画祭（BLOODF）コンペティション部門／入選
- 2019年第１回米アナハイム国際映画祭（AFF）コンペティション部門／最優秀長編作品賞（銅賞）受賞[11]
- 2020年第12回英ロンドン国際フィルムメーカー映画祭（LONDON IFF）外国語映画部門／最優秀長編映画監督賞（末長敬司）・最優秀主演男優賞（末長敬司）・最優秀主演女優賞（吉岡里帆）・最優秀助演男優賞（十管業之助）・最優秀助演女優賞（永田南）ノミネート[12]
- 2020年第１回インドホワイトユニコーン国際映画祭（WUIFF）コンペティション部門／入賞[13]
- 2020年第４回スイス国際映画祭（SIFF）コンペティション部門／入選[14]
- 2020年第１回インドタゴール国際映画祭（TIFF）長編劇映画部門／優秀業績賞受賞[15]
- 2020年第８回仏ニース国際映画祭（NICE IFF）コンペティション部門／審査員特別賞・最優秀美術賞（末長敬司）、外国語映画部門／最優秀長編映画監督賞（末長敬司）・最優秀主演女優賞（吉岡里帆）・最優秀撮影賞（地村俊也）ノミネート、審査員特別賞受賞[16]
- 2020年第１回ブータンドルク国際映画祭（DIFF）長編劇映画部門／優秀業績賞受賞[17]
- 2020年第１回インドサンドダンス国際映画祭（SDIFF）コンペティション部門／監督賞（優秀業績賞）、ＳＦ映画部門／グランプリ受賞[18]
- 2020年第６回加トロント・サイラス国際映画祭（CIFF）コンペティション部門（８月期）／最優秀長編映画賞（プロデューサーが対象）受賞[19]
- 2020年第１回米ブルックリンＳＦ映画祭（BSFFF）コンペティション部門／入選[20]
- 2020年第１回米ニューヨーク・イスタンブール短編映画祭（NISFF）コンペティション部門／入選
- 2020年第１回ブラジル国際マンスリー・インディペンデント映画祭（BIMIFF）コンペティション部門（第２シーズン）／最優秀長編映画賞受賞[21]
- 2020年第１回トルコゴールデンブリッジ・イスタンブール短編映画祭（GBISFF）コンペティション部門／最優秀ＳＦ・ファンタジー長編映画賞ノミネート[22]
- 2020年第１回トルコアナトリア国際映画祭（AIFF）コンペティション部門／入選
- 2020年第１回仏ビヨンド・ザ・カーブ国際映画祭（BCIFF）コンペティション部門（９－10月）／最優秀長編劇映画賞受賞[23]
- 2020年第６回米サウスカロライナ・アンダーグラウンド映画祭（SCUFF）コンペティション部門／入選
- 2020年第１回米ニューヨーク・トライ＝ステイト国際映画祭（NYTIFF）コンペティション部門／入選[24]
- 2020年第２回独ニューウェーヴ短編映画祭（NWSFF）コンペティション部門（11月期）／〈Honorable Mention〉受賞[25]
- 2020年第２回伊アンダー・ザ・スターズ国際映画祭（UTSIFF）コンペティション部門〈コティヤール・エディション〉／最優秀ファンタジー＆ＳＦ映画賞ファイナリスト[26]
- 2021年第１回韓国ソウル国際短編映画祭（Seoul ISFF）コンペティション部門（Feature Films Competition）／最優秀長編映画賞受賞[27]
- 2021年第７回伊ミラノ国際フィルムメーカー映画祭（Milan IFF）コンペティション部門／特殊視覚効果賞（久世崇史）、外国語映画部門／最優秀長編映画作品賞・最優秀長編映画監督賞（末長敬司）・最優秀主演女優賞（吉岡里帆）・最優秀長編オリジナル脚本賞（末長敬司）・最優秀撮影賞（地村俊也）ノミネート、最優秀主演女優賞（吉岡里帆）受賞[28]
- 2021年第15回加ブリッジ・フェスト・ヴァンクーヴァー（Bridge Fest）コンペティション部門（２月期）／最優秀長編映画賞受賞[29]
- 2021年第７回米ノーザン・ヴァージニア国際映画祭（NOVA Film Fest）コンペティション部門／最優秀長編映画賞・最優秀長編外国映画賞・最優秀長編主演男優賞（末長敬司）・最優秀長編主演女優賞（吉岡里帆）・最優秀長編助演男優賞（狂井たかし）・最優秀長編助演女優賞（延命聡子）・最優秀長編監督賞（末長敬司）・最優秀長編撮影賞（地村俊也）・最優秀長編ドラマ映画賞・最優秀長編編集賞（末長敬司／地村俊也）・最優秀ＳＦ／ファンタジー映画賞・最優秀アクション映画賞・最優秀アクション設計賞（末長敬司／地村俊也）・最優秀特殊視覚効果賞（久世崇史）ノミネート、最優秀アクション設計賞（末長敬司／地村俊也）受賞[30]
- 2021年第６回露ユーラシア国際マンスリー映画祭（EIMFF）コンペティション部門（３月期）／最優秀監督賞（末長敬司）受賞[31]
- 2021年第１回スロヴァキアハイ・タトラス映画祭（HTFVF）コンペティション部門／最優秀主演女優賞（吉岡里帆）・最優秀インディペンデント映画賞・最優秀ＳＦ映画賞受賞[32]
- 2021年第５回英ロムフォード映画祭（RFF）コンペティション部門／入選[33]
- 2021年第５回ウクライナキエフ映画祭（KFF）コンペティション部門／入選[34]

### 短編映画
『爛れる／Becomes Sore』（2014年）
- 2014年６回福岡インディペンデント映画祭2014（FIDFF2014）コンペティション部門／入選
- 2014年第10回山形国際ムービーフェスティバル2014（YMF2014）コンペティション部門／「日本テクト賞」受賞
- 2015年第18回小津安二郎記念蓼科高原映画祭・短編映画コンクール／入賞（第３位）
- 2020年第10回みやざき自主映画祭（Miff）コンペティション部門／監督賞（末長敬司）・最優秀助演賞（大西礼芳）受賞
- 2015年第１回米ノーザン・ヴァージニア国際映画祭（NOVA Film Fest）コンペティション部門／最優秀主演女優賞（大西礼芳）・最優秀助演男優賞（中瀬宏之）・最優秀編集賞（末長敬司）ノミネート、優秀編集賞（短編部門）受賞[35]
- 2015年第68回カンヌ国際映画祭（Festival de Cannes）ショートフィルムコーナー部門／出品
- 2015年第９回米トリニティ国際映画祭（TI Film Festival 2015）コンペティション部門／〈Honorable Mention〉受賞
- 2015年第63回米コロンバス国際映画祭（CIF+VF2015）コンペティション部門／入選
- 2015年第６回香港パイナップル・アンダーグラウンド映画祭（菠蘿電影節PUFF2015）コンペティション部門／入選
- 2016年第１回米ロサンゼルス国際文化映画祭（LAICFF2015）コンペティション部門／入選
- 2016年第11回米シネマ・オン・ザ・バイユー映画祭（COTB2016）コンペティション部門／最優秀作品賞ノミネート、審査員特別賞（短編劇映画部門）受賞
- 2016年第４回米フラットヘッド・レイク国際映画祭（FLIC）コンペティション部門／入選
- 2016年第６回米フォートマイヤーズ映画祭（FMff）コンペティション部門／入選
- 2016年第１回イスラエルニア・ナザレ映画祭（NNF）コンペティション部門／入選
- 2016年第１回米コロンビア映画祭（CFA）コンペティション部門／入選
- 2016年第14回米フィアー・ノー映画祭（FNFF）コンペティション部門／入選
- 2016年第２回英（スコットランド）ザ・マンスリー映画祭（TMFF）コンペティション部門／主演女優賞（大西礼芳）ノミネート（7月）
- 2016年第１回英ロンドン・ニュー・ルネサンス映画祭（NRFF London）コンペティション部門／最優秀監督賞（末長敬司）ノミネート、功労賞受賞
- 2016年第１回ルーマニアストーンフェア国際映画祭（Stonefair IFF）コンペティション部門／入選
- 2016年第１回露トゥーラ国際映画祭（Tula）コンペティション部門／入選
- 2016年第１回ルーマニアブカレスト・ショートカット映画祭（BSCF）コンペティション部門／入選
- 2016年第１回英（スコットランド）フィール・ザ・リール国際映画祭（FTRIFF）コンペティション部門／入選
- 2016年第１回ルーマニアウッデンゲート国際映画祭（WGIFF）コンペティション部門／入選
- 2016年第１回スイスラルゴ映画賞（LFA）コンペティション部門／編集賞（末長敬司）ノミネート
- 2016年第１回英パララックス映画祭（PFF）コンペティション部門／入選
- 2016年第１回露サライル国際インディペンデント映画祭（SIIFF）コンペティション部門／入選
- 2016年第１回露シェキノ国際インディペンデント映画祭（SIIFF）コンペティション部門／入選
- 2016年第２回英（スコットランド）ショートストップ国際映画祭（Short Stop IFF）コンペティション部門／主演女優賞（大西礼芳）ノミネート
- 2017年第１回〈ユーロ・キノ〉チェコ国際インディペンデント映画祭（Euro Kino）コンペティション部門／グランプリ（短編劇映画部門）受賞
- 2017年第１回カナダズ・ワールド国際映画祭（CWIFF）コンペティション部門／入選
- 2017年第２回英ＵＫスクリーン・ワン国際映画祭（UKSO2017）コンペティション部門／入選
- 2017年第１回デンマークアニュアル・コペンハーゲン映画祭（ACFF2017）コンペティション部門／入選
- 2017年第１回台湾福爾摩沙國際電影獎（FFIFF）コンペティション部門／入選
- 2018年第１回インディー・キプロス短編映画祭（ICSFF 2018）コンペティション部門／入選
- 2018年第３回ジャンル・セレブレーション映画祭（GC Festival）コンペティション部門／最優秀ドラマ短編作品賞・最優秀主演女優賞（永田南）ノミネート、最優秀主演女優賞（永田南）受賞[8]
- 2020年第１回スロヴァキアコシツェ国際マンスリー映画祭（KIMFF）コンペティション部門／ファイナリスト選出
- 2020年第１回仏ビヨンド・ザ・カーブ国際映画祭（BCIFF）コンペティション部門（11－12月）／優秀賞受賞[36]
- 2020年第１回ブラジル国際マンスリー・インディペンデント映画祭（BIMIFF）コンペティション部門（第５シーズン）／最優秀主演女優賞（永田南）受賞[37]
- 2021年第１回ウィーン・インディ短編映画祭（VISFF）コンペティション部門（３月期）／入選

『それで世界は救われなくても／Till the End of the World』（2016年）
- 2016年第８回福岡インディペンデント映画祭2016（FIDFF2016）コンペティション部門／優秀賞受賞
- 2017年第８回ラブストーリー映画祭（8th LOVE STORY FILM FESTIVAL）コンペティション部門／入選
- 2019年第３回Tokyo Cowboys Quarterly Film Festival（TCQFF）コンペティション部門／主演女優賞（美紗央）受賞
- 2016年第69回カンヌ国際映画祭（Festival de Cannes）ショートフィルムコーナー部門／出品
- 2016年第10回米トリニティ国際映画祭（TI Film Festival 2016）コンペティション部門／入選
- 2016年第１回米エンドレス・マウンテンズ映画祭（EMFF）コンペティション部門／主演男優賞（渡辺裕之）・助演女優賞（美紗央）ノミネート（短編部門）
- 2016年第28回米ドラゴン＝コン・インディペンデント短編映画祭（DCISFF）コンペティション部門／外国語映画賞ノミネート、〈Honorable Mention〉受賞[38]
- 2016年第７回加トロント・インディペンデント映画祭（T.O. indie Film Festival）SF・ホラー短編部門／グランプリ受賞
- 2016年第８回米ルイヴィルズ国際映画祭（LIFF）コンペティション部門／入選
- 2016年第17回アイルランドケリー映画祭（KFF）コンペティション部門／入選
- 2016年第２回英（北アイルランド）サンドバル国際映画賞（SIFA）コンペティション部門／入選
- 2016年第１回台湾福爾摩沙電影櫥窗（WOFFF）国際招待作品部門／〈International Invitation Award〉受賞
- 2016年第１回ルーマニアブカレスト・ショートカット映画祭（BSCF）コンペティション部門／主演女優賞（美紗央）・音楽賞（川人千慧／畑　裕也）ノミネート
- 2017年第１回蘭アムステルダム・ニュー・ルネサンス映画祭（NRFF Amsterdam）コンペティション部門／最優秀ＳＦ短編映画賞ノミネート
- 2017年第２回〈ラピッドライオン〉南アフリカ国際映画祭（RapidLion）コンペティション部門／入選
- 2017年第１回ルーマニアフィルムストリップ国際映画祭（FIFF）コンペティション部門／入選
- 2017年第１回英ラムズゲート国際映画祭（Ramsgate IFTV）コンペティション部門／入選
- 2017年第２回ベラルーシコム・イル・フォー国際映画祭（CIFIFF）コンペティション部門／監督賞（末長敬司）・主演女優賞（美紗央）受賞
- 2017年第３回英サンダーランド短編映画祭（SSFF）コンペティション部門／入選
- 2017年第１回韓国ユネスコ釜山都市映画祭（제１회UNESCO부산도시영화제／Unesco Intercity Film Festival）招待作品部門／正式出品
- 2017年第18回独ハンブルク日本映画祭（18.JFFH）／正式出品
- 2017年第10回コソボ〈Goddess on the Throne〉映画祭（Hyjnesha Në Fron）国際コンペティション部門／入選
- 2017年第７回カンボジアチャクトムク短編映画祭（CSFF）コンペティション部門／入選
- 2017年第２回セルビアＫＧ映画祭（KGFF）コンペティション部門／入選
- 2017年第１回台湾福爾摩沙國際電影獎（FFIFF）コンペティション部門／アクション＆ＳＦ短編映画審査員特別賞・主演男優審査員特別賞（渡辺裕之）・カラーグレーディング審査員特別賞（地村俊也）受賞
- 2018年第13回米シネマ・オン・ザ・バイユー映画祭（COTB2018）コンペティション部門／審査員特別賞（短編劇映画部門）受賞
- 2018年第３回ジャンル・セレブレーション映画祭（GC Festival）コンペティション部門／最優秀ＳＦ短編作品賞・最優秀音楽賞（川人千慧／畑　裕也）ノミネート、最優秀ＳＦ短編作品賞受賞[8]
- 2019年第20回トルコイズミル国際短編映画祭（IISFF）コンペティション部門／入選
- 2020年第10回米マクミンヴィルＳＦ映画祭（MSFFF）コンペティション部門／入選

『ＡＩＭ』（2017年）
『冷たい床／Cold Feet』（2017年）
- 2018年第９回ラブストーリー映画祭（9th LOVE STORY FILM FESTIVAL）コンペティション部門／入選
- 2018年第10回福岡インディペンデント映画祭2018（FIDFF2018）コンペティション部門／優秀賞受賞
- 2018年第２回加セントラル・アルバータ映画祭（CIFF）コンペティション部門／入選
- 2018年第３回〈ラピッドライオン〉南アフリカ国際映画祭（RapidLion）コンペティション部門／入選
- 2018年第４回米ノーザン・ヴァージニア国際映画祭（NOVA Film Fest）コンペティション部門／最優秀外国語短編映画賞・最優秀短編映画撮影賞（地村俊也）・最優秀音楽賞（スワベック・コバレフスキ）・最優秀ホラー／スリラー映画賞・最優秀フィルムノワール／ダーク映画賞ノミネート、最優秀ホラー／スリラー映画賞受賞[39]
- 2018年第３回ベラルーシコム・イル・フォー国際映画祭（CIFIFF）コンペティション部門／〈Best Operator〉受賞
- 2018年第51回米ワールドフェスト・ヒューストン国際映画祭（WorldFest Houston）コンペティション部門／白金賞（Platinum Remi Award）受賞[40]
- 2018年第３回カメルーン国際映画祭（CAMIFF）コンペティション部門／入選
- 2018年第６回仏ニース国際映画祭（NICE IFF）外国語映画部門／最優秀短編映画賞・オリジナル脚本賞（川人千慧）・主演女優賞（サヘル・ローズ）・助演女優賞（延命聡子）ノミネート、最優秀短編映画賞受賞
- 2018年第71回カンヌ国際映画祭（Festival de Cannes）ショートフィルムコーナー部門／出品（マーケット・スクリーニングによりフェスティバル・パレスで上映）
- 2018年第19回独ハンブルク日本映画祭（19.JFFH）／正式出品
- 2018年第14回ルーマニアブカレスト国際映画祭（BIFF 2018）コンペティション部門／入選
- 2018年第12回米トリニティ国際映画祭（TI Film Festival 2018）コンペティション部門／最優秀スリラー映画賞受賞
- 2018年第11回コソボ〈Goddess on the Throne〉映画祭（Hyjnesha Në Fron）国際短編コンペティション部門／入選
- 2018年第３回ジャンル・セレブレーション映画祭（GC Festival）コンペティション部門／最優秀ホラー短編作品賞ノミネート[8]
- 2018年第２回台湾福爾摩沙國際電影節（FFIFA）コンペティション部門／審査員特別大賞・最優秀短編映画賞・最優秀ホラー／スリラー短篇映画賞・監督賞（末長敬司）・主演男優賞（ハナムラチカヒロ）・主演女優賞（サヘル・ローズ）・音響編集賞（生水真人）・福爾摩沙評鑑獎（映画『冷たい床／Cold Feet』に対して）ノミネート
- 2018年第３回独ベスト・インディペンデンツ国際映画祭（BIIF）コンペティション部門／入選[41]
- 2019年第２回米サウザン・ステイツ・インディー映画祭（SSIFFF）中編コンペティション部門／作品賞・監督賞（末長敬司）・主演女優賞（サヘル・ローズ）・撮影賞（地村俊也）・作曲賞（スワベック・コバレフスキ）ノミネート、撮影賞（地村俊也）受賞
- 2019年第14回米シネマ・オン・ザ・バイユー映画祭（COTB2019）コンペティション部門／入選
- 2019年第７回西マドリード国際映画祭（MADRID IFF）外国語映画部門／主演女優賞（サヘル・ローズ）・撮影賞（地村俊也）ノミネート
- 2019年第５回米サウス・テキサス国際映画祭（STXIFF）コンペティション部門／入選
- 2019年第４回イランテヘラン国際映画祭（TTIC）コンペティション部門／入選
- 2019年第３回ポーランド国際映画祭（PIFF）コンペティション部門／入選
- 2019年第６回伊ミラノ国際映画祭（MILAN IFF）外国語映画部門／最優秀監督賞（末長敬司）・最優秀主演女優賞（サヘル・ローズ）・最優秀編集賞（末長敬司／地村俊也）ノミネート、最優秀主演女優賞（サヘル・ローズ）受賞[42]
- 2019年第４回ブラッドステインド・インディ映画祭（BLOODF）コンペティション部門／入選
- 2020年第１回ルーマニアフィルム・イン・フォーカス国際映画祭（Film in Focus IFF）コンペティション部門／最優秀主演女優賞（サヘル・ローズ）・最優秀撮影賞（地村俊也）ノミネート[43]
- 2020年第３回米ハイランズ映画祭（HFF）コンペティション部門／最優秀外国映画賞受賞[44]
- 2020年第５回米ディアボリカル・ホラー映画祭（DHFF）コンペティション部門／最優秀音楽賞ノミネート[45]

『AIM POINT』（2018年）
- 2019年第10回ラブストーリー映画祭（10th LOVE STORY FILM FESTIVAL）コンペティション部門／観客賞受賞[46]
- 2019年第２回Tokyo Cowboys Quarterly Film Festival（TCQFF）コンペティション部門／主演男優賞（松田一三）受賞
- 2020年第12回福岡インディペンデント映画祭2020（FIDFF2020）コンペティション部門／入選
- 2018年第７回ボスニア＝ヘルツェゴヴィナトゥズラ映画祭（TFF）コンペティション部門／入選[47]
- 2018年第３回セルビアＫＧ映画祭（KGFF）コンペティション部門／入選[48]
- 2018年第３回ジャンル・セレブレーション映画祭（GC Festival）コンペティション部門／最優秀ノワール短編作品賞・最優秀監督賞（末長敬司）ノミネート[8]
- 2019年第４回〈ラピッドライオン〉南アフリカ国際映画祭（RapidLion）コンペティション部門／入選[49]
- 2019年第２回英ニューリン国際映画祭（NFF）コンペティション部門／入選[50]
- 2019年第５回米ノーザン・ヴァージニア国際映画祭（NOVA Film Fest）／〈Artist Circle〉選出[51]
- 2019年第52回米ワールドフェスト・ヒューストン国際映画祭（WorldFest Houston）コンペティション部門／銅賞（Bronze Remi Award）受賞[40]
- 2019年第２回英スウィンドン・インディペンデント映画祭2019（Swindon IFF）コンペティション部門／入選
- 2019年第７回仏ニース国際映画祭（NICE IFF）外国語映画部門／最優秀短編映画賞・最優秀短編監督賞（末長敬司）・最優秀短編主演女優賞（片倉わき／當山実佳）ノミネート、最優秀短編監督賞（末長敬司）・最優秀短編主演女優賞（片倉わき／當山実佳）受賞
- 2019年第４回ルーマニアブカレスト・ショートカット映画祭（BSCF）コンペティション部門（５月）／入選[52]
- 2019年第13回米トリニティ国際映画祭（TI Film Festival 2019）コンペティション部門／最優秀国際映画賞（Best International Film）受賞[53]
- 2019年第８回米ＶＯＢ映画祭（VOBFF）コンペティション部門／入選
- 2019年第12回コソボ〈Goddess on the Throne〉映画祭（Hyjnesha Në Fron）国際短編コンペティション部門／入選[54]
- 2020年第15回米シネマ・オン・ザ・バイユー映画祭（COTB2020）コンペティション部門／入選
- 2020年第１回スロヴァキアコシツェ国際マンスリー映画祭（KIMFF）コンペティション部門／ファイナリスト選出
- 2020年第１回加モントリオール国際独立短編映画賞（MISFA）コンペティション部門／作品賞ノミネート
- 2020年第１回ガーナアクラ独立映画祭（AiF）コンペティション部門／最優秀作品賞ノミネート[55]
- 2020年第５回米ニューヨーク州国際映画祭（NYSIFF）コンペティション部門／入選
- 2020年第20回米カンザス国際映画祭（KIFF）コンペティション部門／入選
- 2020年第５回クロアチアダルマチア映画祭（DFF）コンペティション部門／入選[56]
- 2020年第３回加フェニックス国際短編映画祭（PISFF）コンペティション部門／入選
- 2020年第１回英イーリング映画祭（EFF）コンペティション部門／入選[57]
- 2020年第２回英デプトフォード・シネマ映画祭（DCFF）コンペティション部門／入選[58]
- 2021年第５回米21アイランズ国際短編映画祭（21 Islands ISFF）コンペティション部門／入選[59]
- 2021年第１回蘭ロッテルダム・インディペンデント映画祭（RiFF）コンペティション部門／入選[60]

コソボ映画『Bread Salt and Heart』(2020年／短編ドキュメンタリー映画)
- 2020年第８回仏ニース国際映画祭（NICE IFF）コンペティション部門／最優秀美術賞・最優秀短編ドキュメンタリー作品賞・最優秀短編ドキュメンタリー監督賞（末長敬司／マクフィレ・ミフタリ）・最優秀ドキュメンタリ―撮影賞（末長敬司／ハナムラチカヒロ）ノミネート、最優秀ドキュメンタリ―撮影賞（末長敬司／ハナムラチカヒロ）受賞
- 2020年第１回米ニューヨーク・トゥルー・ヴェンチャー映画祭（NYTVFF）コンペティション部門／最優秀短編ドキュメンタリー作品賞ノミネート[61]
- 2020年第21回英レインボー映画祭（RFF）コンペティション部門／〈Rainbow FS Special Mention〉受賞[62]
- 2020年第２回バングラデシュシネメイキング国際映画祭（CIFF）コンペティション部門／〈Special Mention〉受賞[63]
- 2021年第１回西ルスピタレート国際映画祭（L'HIFF）コンペティション部門／入選[64]

## 出演作品

### 長編映画
『SLUM-POLIS』（2013年）＊チャイニーズ・マフィア役
『時空脱獄NINJA ジライヤ 完全版』（2014年）＊半グレ・横山役
『星を継ぐ者／Inherit The Stars』（2015年）＊小野寺英二中尉役

### 短編映画
『大童貞の大冒険』（2012年）＊太郎の父親役
『さすらいのジャンゴ』（2012年）＊録音技師役
『恋のビクトリーロード』（2016年）＊営業課長役
『CYBER DIVE』（2016年）＊列車の乗客役